# Phil Baker (Schauspieler)
Phil Baker (* 26. August 1896 in Philadelphia; † 30. November 1963 in Kopenhagen, Dänemark) war ein US-amerikanischer Schauspieler, Komiker, Radiomoderator und Songwriter.

## Leben
Baker begann seine Laufbahn neunzehnjährig in dem Vaudevillestück Bernie and Baker, in dem er den Geiger Ben Bernie auf dem Akkordeon begleitete. Während des Ersten Weltkrieges diente er in der US Navy. Nach dem Krieg arbeitete er mit Sid Silvers zusammen. 1923 trat er in Lee de Forests Phonofilm A Musical Monologue auf, im Folgejahr in Ben Bernie and All the Lads mit Ben Bernies Band und dem Pianisten Oscar Levant.
Ab 1928 arbeitete Baker als Solist. Im Palace Theatre präsentierte er 1930–1931 ein Programm, in dem er sang, Akkordeon spielte, Witze erzählte und dabei von einem vorgeblichen Zuschauer namens Jojo beschimpft wurde. Mehrfach hatte er auch Auftritte in Broadway-Musicals, so in Music Box Revue (1921), A Night in Spain (1927), Artists and Models (1927) und Calling All Stars (1934). Eine Filmrolle hatte er 1938 in The Goldwyn Follies. An der Seite von Carmen Miranda trat er 1943 in dem Musicalfilm The Gang’s All Here auf.
Im Radio hatte Baker bei NBC eine eigene Sendung, The Armour Jester. 1944 hatte er einen Auftritt in der Radio-Sitcom Duffy's Tavern. Von 1941 bis 1947 war er Moderator der CBS-Quizshow Take It or Leave It. Seine Panel-Show Who's Whose wurde 1951 bereits nach der ersten Sendung abgesetzt. Weitere Fernsehauftritte hatte er in Texaco Star Theatre und Wonderful Town, U.S.A.
Als Songwriter wurde Baker mit Titeln wie Park Avenue Strut, Look At Those Eyes, Just Suppose, Antoinette, Strange Interlude, Humming a Love Song, Rainy Day Pal, Pretty Little Baby, Did You Mean It?, My Heaven on Earth und Invitation to a Broken Heart bekannt. 1955 beendete er seine Laufbahn im Showbusiness und zog mit seiner dritten Ehefrau, einem dänischen Model, nach Dänemark. In einer früheren Ehe (1932–1941) war er mit der kanadischen Stummfilmschauspielerin Peggy Cartwrigh verheiratet. 1960 erhielt er einen Stern auf dem Hollywood Walk of Fame. 1963 starb er an einer Urämie.